# Android Beam
Android Beam是Android行動裝置作業系統的一項功能，允許以近場通訊（NFC）傳輸資料。它提供了快速、短距離的网页書籤、聯絡人資料、導航、YouTube影片以及其他資料的交流。Android Beam在Android 4.0 Ice Cream Sandwich中被引入。这是Google收购Bump后得到的改进。
Android Beam於Android 10中被移除，以一個名為「鄰近分享」（類似iOS的AirDrop）的功能代替。

## 描述

### 使用方法
Android Beam藉由將欲分享的內容顯示在螢幕上，再將手機背靠背而激活。如果該內容是可以被傳送的，那麼螢幕會往下縮並且在上方顯示 "輕觸以分享" 。此時輕觸螢幕，就會把內容傳送至另一台裝置。當裝置靠近並且可以傳輸內容時，會播放一種音效。當資料傳輸完成，會有確認音，而該內容會往下縮表示傳輸完成；若傳送失敗，也會有失敗的音效。分享是單方面的動作，傳送資料出去的裝置並不會從接收的裝置得到任何資料。

### 需求
若要使用Android Beam，兩台裝置都必須支援NFC（近場通訊），並且要允許使用Android Beam，以及解除鎖屏、登入帳號。

### 4.1 Jelly Bean 更新
基於Android 4.1 Jelly Bean的更新，裝置可以使用Android Beam來傳輸相片及視頻。Android Beam使用NFC來開啟雙邊裝置的藍牙，同時配對它們，並且在完成傳輸時自動關閉兩裝置的藍牙。這項功能只能在雙邊裝置都在 Android 版本4.1或以上時適用。

### 應用程式支援
對於某些特殊內容，加入Android Beam支援的應用程式可以取得傳送內容的控制權。如果該應用程式沒有指定資料，傳輸該應用程式時會在接收裝置打開此應用程式。如果接收裝置沒有此應用程式，則該應用程式在Google Play的頁面會自動打開。

## S Beam
S Beam指三星集团在Android Beam的一項延伸，最早在三星Galaxy S III中出現。它使用近場通訊以建立一個裝置之間的Wi-Fi直連來進行資料傳輸。 該功能在具有 S Beam 的手機之間有更快的傳輸速度。

### S Beam与Android Beam
不同于Android Beam，S Beam使用Wi-Fi直連而不是藍牙，因此具有更高的傳輸速度。S Beam也只能在支援S Beam、Wi-Fi直連和近場通訊的手機使用，例如HTC One系列和三星Galaxy S III。

## 外部連結
- NFC Basics（页面存档备份，存于）